# Chris Chocola

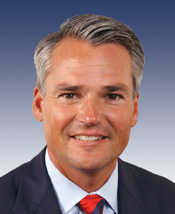
Chris Chocola

Joseph Christopher „Chris“ Chocola (* 24. Februar 1962 in Jackson, Michigan) ist ein US-amerikanischer Politiker. Zwischen 2003 und 2007 vertrat er den Bundesstaat Indiana im US-Repräsentantenhaus.

## Werdegang
Chris Chocola besuchte bis 1984 das Hillsdale College in Michigan. Anschließend studierte er bis 1988 an der Thomas M. Cooley Law School in Lansing Jura. Zwischenzeitlich arbeitete er im Bankgewerbe. Seit 1988 war er als Berater für die Firma CTB International in Milford tätig, die landwirtschaftliche Erzeugnisse vermarktet. Danach arbeitete er in der Verwaltung des Unternehmens und wurde 1994 dessen CEO. Im Jahr 2002 wurde CTB an Berkshire Hathaway, eine Beteiligungsgesellschaft von Milliardär Warren Buffett, verkauft.
Politisch wurde Chocola Mitglied der Republikanischen Partei. Bei den Kongresswahlen des Jahres 2002 wurde er im zweiten Wahlbezirk von Indiana in das US-Repräsentantenhaus in Washington, D.C. gewählt, wo er am 3. Januar 2003 die Nachfolge von Mike Pence antrat. Nach einer Wiederwahl konnte er bis zum 3. Januar 2007 zwei Legislaturperioden im Kongress absolvieren. In diese Zeit fielen der Irakkrieg und der Militäreinsatz in Afghanistan. Chocola war Mitglied im Landwirtschaftsausschuss, im Ausschuss für Verkehr und Infrastruktur, im Committee on Ways and Means und im Committee on Small Business. Er galt als Anhänger von Präsident George W. Bush.
Im Jahr 2006 unterlag Chocola dem Demokraten Joe Donnelly. Seit 2009 ist er Nachfolger von Pat Toomey als Vorsitzender des Club for Growth, eines konservativen Political Action Committee, das sich vor allem mit Finanzangelegenheiten befasst.
Chris Chocola hat mit seiner Frau eine Tochter und einen Sohn. Privat lebt er in Bristol.